# Бужанський заказник
Бужанський — гідрологічний заказник місцевого значення. Об'єкт розташований на території Лисянського району Черкаської області, село Бужанка.
Площа — 24,3 га, статус отриманий у 1979 році.